# Жанна д’Арк (броненосный крейсер)
Броненосный крейсер «Жанна д’Арк» (фр. Jeanne d'Arc) — боевой корабль французского флота начала XX века. Стал первым крупным броненосным крейсером французского флота. Построен в единственном экземпляре. Назван в честь Жанны д’Арк — национальной героини Франции. Несмотря на ряд недостатков, положил начало ряду серий французских броненосных крейсеров. Непосредственными преемниками «Жанны д’Арк» стали крейсера типа «Дюпле».

## История
Изучив неудачный опыт попыток создать «малый и дешёвый» броненосный крейсер, французы пришли к выводу, что броненосные крейсера небольших размеров, вроде «Амираль Шарнэ» и «Потюо» не могут быть в должной степени эффективны. При ограниченном водоизмещении, поясное бронирование отбирало слишком много запаса веса, вынуждая либо делать броневой пояс тонким и малоэффективным (как на «Потюо») либо ограничивать скорость и вооружение (как на «Амираль Шарнэ»). На основании этих опытов французские кораблестроители решили, что только большие броненосные крейсера могут быть эффективны в предполагаемой им функции океанских рейдеров.
В 1896 году, на основании накопленного опыта и новейших технических решений, на военной верфи в Тулоне заложили новый броненосный крейсер, который должен был стать прототипом для всех последующих серий подобных кораблей. Основной задачей корабля виделись в первую очередь крейсерские операции; французский флот, традиционно воспринимая британский как своего основного соперника, планировал нивелировать превосходство Британии в тяжёлых кораблях развёртыванием масштабной рейдерской кампании против британского судоходства. Исходя из этой доктрины, новый французский броненосный крейсер должен был иметь высокую мореходность для длительных действий в океане, высокую скорость для избегания боя с превосходящими силами неприятеля, и максимально мощное бронирование — чтобы не получить критических повреждений от случайных попаданий снарядов.

## Конструкция

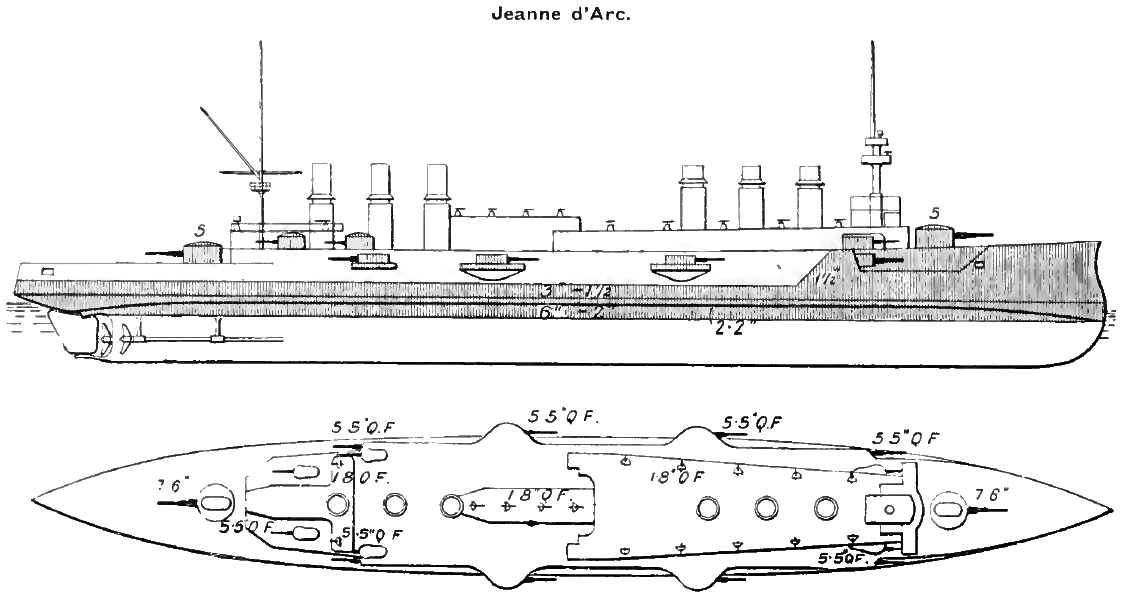
Броненосный крейсер «Жанна д’Арк». Схема бронирования и размещения артиллерии.

«Жанна д’Арк» представлял собой значительный шаг вперёд во французском кораблестроении. На нём конструкторы отказались от доминировавших ранее архаичных деталей вроде массивных, выдающихся вперёд таранов, сильного завала бортов внутрь в верхней части, прогиба корпуса в центре. Впервые во французском крейсерском флоте, «Жанна д’Арк» имела почти прямой форштевень с небольшим бульбом на уровне ватерлинии, высокие прямые борта, и длинный полубак в носовой части, тянувшийся почти до кормовой мачты, корма приобрела ставшие характерными для кораблей Бертена очертания. Для корпуса использовалась сталь с пределом прочности на растяжение в 50 кг.
Полное водоизмещение корабля составляло порядка 11 000 тонн. Длина по ватерлинии 145,4 м, наибольшая 147 м, ширина — 19,4 метра, и осадка — 8,0 метра. Высота борта в носу 8,93 м при нормальном водоизмещении. Шпангоуты, набранные из листов толщиной 8-9 мм, устанавливались со шпацией 1,2 м, нумеровались от 1 до 121 из носа в корму. Стремление к достижению высокой скорости и вытекающее из этого требование наличия большого количества котлов привели к тому, что «Жанна д’Арк» имела шесть дымовых труб, сгруппированных двумя группами по три. В носовой части имелась короткая облегчённая боевая мачта, с единственным массивным марсом; эта мачта также являлась опорой для мостика. В кормовой части была расположена лёгкая сигнальная мачта.
На крейсере использовались якоря Марреля: два якоря весом 7800 кг находились в клюзах, один — запасной, того же веса — крепился на правом борту напротив носовой башни.

### Вооружение
Основное вооружение «Жанны д’Арк» состояло из двух 194-мм 40-калиберных орудий образца 1896 года. Пушки имели поршневой замок системы Манца. Эти пушки — являвшиеся улучшенной версией орудий, устанавливавшихся на предшествующих броненосных крейсерах — были расположены в двух вращающихся броневых башнях, одной в носу и одной на корме «Жанны Д’Арк», эти барбетно-башенные установки были первыми башнями такого типа, принятой французским флотом. В бою, эти орудия должны были поражать бронированные части кораблей противника, вести погонный и ретирадный огонь на значительные дистанции при преследовании/отступлении крейсера.
Вспомогательное вооружение было представлено четырнадцатью скорострельными 138-мм 45-калиберными орудиями образца 1893 года. Боезапас 14-см пушек составлял 230 выстрелов на орудие. На каждую 14-см пушку приходилось по одному элеватору. Эти пушки имели высокий темп стрельбы — однако, уступавший британским аналогам — и предназначались для поражения небронированных частей неприятельских кораблей фугасными снарядами. Восемь таких орудий было установлено на верхней палубе «Жанны д’Арк», по четыре с каждого борта, на выступающих спонсонах. Ещё шесть были установлены по три с каждого борта на палубе полубака. На каждый борт могло быть наведено по семь скорострельных орудий (четыре с верхней палубы и три с палубы полубака), на нос и на корму — соответственно, четыре (два с верхней палубы и два с палубы полубака).
Противоминное вооружение «Жанны д’Арк» состояло из шестнадцати 47-мм скорострельных орудий Гочкисса. Десять из них стояли побортно на крыше носовой надстройки — по пять с каждой стороны — ещё четыре располагались на навесной палубе между трубами, и два стояли на крыльях кормового мостика. Это вооружение дополнялось четырьмя 37-мм пятиствольными револьверными орудиями Гочкисса на марсе боевой мачты.
Подводное вооружение было уменьшено по сравнению с предыдущими броненосными крейсерами и состояло всего из двух подводных торпедных аппаратов калибром 450 миллиметров. Аппараты были установлены в центре корпуса, по одному с каждого борта, и стреляли перпендикулярно курсу крейсера. Также «Жанна д’Арк» имела небольшой таран.

### Броневая защита
Броневая защита была значительно усовершенствована по сравнению с предшествующими броненосными крейсерами французского океанского флота. Основной броневой пояс был изготовлен из сталеникелевой брони, изготовленной фирмой «Маррель Фрер» («Братья Маррель»), цементированной по методу Гарвея, он тянулся на всю длину корабля от штевня до штевня, его высота составляла 2,4 метра, из которых 1,5 м при нормальном водоизмещении находилось под водой. Толщина его составляла 150 миллиметров на протяжении 1,4 м от верхнего края, к нижней — подводной — кромки, пояс утончался до 40 миллиметров. Плиты размещались на тиковой подложке и крепились болтами к двухслойной рубашке из 8-мм листов.
Над главным поясом располагался верхний, толщиной в 100 миллиметров в центральной части, и утончающийся до 40 миллиметров в оконечностях из нецементированной сталеникелевой брони. Верхний пояс также тянулся на всю длину корабля; высота его составляла 1,8 метра, исключая носовую часть — где пояс поднимался до уровня палубы полубака, полностью защищая носовую оконечность крейсера.
Выпуклая броневая палуба была полностью расположена под водой; её центральная часть проходила на уровне ватерлинии, и имела толщину в 35 миллиметров. На скосах, соединявшихся с нижним краем броневого пояса, палуба утолщалась до 65 миллиметров. На края верхнего пояса опиралась плоская палуба толщиной в 15 миллиметров, игравшая роль «взводящей»; ударивший в неё бронебойный снаряд взводился и срабатывал преждевременно. Пространство между палубами было разделено на множество небольших отсеков, использовавшихся для хранения угля, запасов или заполненных целлюлозой.
Броневые башни были защищены с задней стороны плитами толщиной в 160 миллиметров, и спереди — в 120 миллиметров. Такое расположение броневых листов было выбрано из соображений балансирования веса новых длинноствольных пушек. Скорострельные орудия стояли за 75 миллиметровыми щитами.

### Силовая установка
«Жанна д’Арк» была трёхвальным крейсером; три вертикальные четырёхцилиндровые машины тройного расширения работали на три винта. Пар давали тридцать шесть водотрубных котлов Гюйо-дю Тампля (вместо сорока восьми водотрубных котлов Нормана-Сигоди по первоначальному проекту), по шесть котлов в шести котельных отделениях, проектная мощность на искусственной тяге составляла 28 500 л. с. Крейсер получил тридцать «больших» котлов с площадью решёток 4 м² и шесть малых, с площадью 3,7 м². Котёл был рассчитан на максимальное
давление пара 18 кг/см². Крейсер имел шесть труб (в двух группах по три, повторив рекорд по числу труб, поставленный некогда броненосцем «Италия») и множество вентиляторов на верхней палубе, необходимых для отвода/подачи воздуха к силовым установкам. Трёхлопастные гребные винты изготавливались из бронзы; лопасти крепились к ступице болтами. Диаметр винтов составил 4,7 м, шаг — 5,45 м. В 1904 году винты заменили, в результате максимальная скорость выросла на десятую долю узла.
Проектная скорость крейсера составляла 23 узла; однако, на мерной миле «Жанна Д’Арк» не продемонстрировала более 21,8 узла, несмотря на развитые 33 000 лошадиных сил. Кроме того, крейсер показал себя недостаточно манёвренным — на полном ходу, диаметр разворота составлял почти 2000 метров. С другой стороны, крейсер обладал отличной дальностью — запаса угля хватало на 13 500 миль 10-узлового хода. Так же «Жанна д’Арк» могла быстро поднять скорость с 10 до 19-20 узлов и легко её поддерживать в течение долгого времени даже в бурном море.
Для обеспечения крейсера электричеством были установлены четыре паровые динамо-машины (сила тока 600 А, напряжение 83 В).

## Служба
Карьера «Жанны д’Арк» началась с выступления в роли президентской яхты. Она была выделена для пышно обставленного президентского визита в Алжир, к тому же имела шикарные апартаменты для
адмирала. Утром 28 марта крейсер вышел из Тулона в пробное плавание и на следующий день прибыл в Алжир, развив среднюю скорость свыше 19 узлов.
В феврале 1911 года «Жанну д’Арк», стоявшую в устье Пенфельда, вновь решено использовать в качестве президентской яхты. На крейсер нагнали две с лишним сотни рабочих, снявших часть вооружения. Однако спешка оказалась напрасной. Решили его не вооружать, а сделать учебным. Помимо помещений для аспирантов — спален, учебных классов, лекционных залов — на крейсере поменяли трубки и перебрали машины.

## Оценка проекта
Броненосный крейсер «Жанна д’Арк» стал важной вехой в истории французского кораблестроения, определив классический тип французского броненосного крейсера — высокобортного океанского рейдера с полным броневым поясом и мощной скорострельной батареей. На нём французские инженеры отказались от доминировавших ранее конструкторских концепций, и совершили значимый скачок в броневой защите и мореходности. Она положила начало массового строительства океанских броненосных крейсеров.
Для своего времени, «Жанна д’Арк» органично сочетала прекрасную мореходность с мощным бронированием. Её главный броневой пояс вместе со скосами броневой палубы предоставлял адекватную защиту от тяжёлых орудий британских перворанговых крейсеров на большинстве боевых дистанций; тонкий верхний пояс был способен свести на нет эффективность огня британских 120-мм и 152-мм скорострельных орудий. Применение брони Гарвея позволило усилить защиту, не увеличивая её толщины.
Боевые возможности «Жанны д’Арк» обеспечивали ей уверенный перевес над перворанговыми британскими бронепалубными крейсерами. Верхний пояс французского крейсера сводил на нет эффективность основной составляющей вооружения британских кораблей — батареи скорострельных орудий — в то время как жизненно важные части крейсера были адекватно защищены и от огня немногочисленных британских тяжёлых пушек.
Тем не менее, этот новаторский корабль не был лишён недостатков. Его скорость, несмотря на все усилия, оказалась ниже проектной, что не давало «Жанне д’Арк» желаемого превосходства в скорости над британскими кораблями. Вооружение крейсера смотрелось недостаточным по сравнению со вспомогательной батареей 164-мм орудий на предшествующих крейсерах. Наконец, манёвренность крейсера оказалась ниже всякой критики (что, впрочем, было не слишком актуально для корабля, не предназначенного для действий в составе эскадры). Бертен слишком много принёс в жертву сверхскорости, при этом так и не достигнув её. Последующие проекты французских броненосных крейсеров разрабатывались в стремлении нивелировать эти недоработки.
«Жанна д’Арк» определила облик французского броненосного крейсера второго поколения и английский ответ
на него, и косвенно на соответствующую реакцию прочих морских держав.
Заключение договорённости с Великобританией, последовавшее через несколько лет после вступления «Жанны д’Арк» в строй, обесценило многочисленные французские броненосные крейсера: для них не стало работы, а для Адриатического моря, крейсера оказались слишком велики и дороги.